# St. Julian's
NS. Julian's là một trong những hội đồng địa phương của Malta. Theo điều tra dân số năm 2014, St. Julian's có diện tích 1,6 km vuông và dân số 10,232. Mã ISO 3166-2 cho lĩnh vực này là MT-48.